# Солярский, Фёдор Павлович
Фёдор Павлович Солярский (ок. 1839—1881) — русский библиограф

## Биография
Родился около 1839 года в семье Павла Фёдоровича Солярского. 
В 1857 году вместе с братом Петром окончил Ларинскую гимназию.
Окончив в 1861 году со степенью кандидата историко-филологический факультет Санкт-Петербургского университета, поступил на службу в цензурное ведомство, где и оставался до смерти. До 1869 года он занимал должность секретаря Санкт-Петербургского цензурного комитета, а затем был помощником правителя дел Главного Управления по делам печати. В 1876—1878 годах был редактором издававшегося при Главном управлении еженедельного журнала «Указатель по делам печати». 
Им было помещено много статей и заметок по библиографии и по истории новейшей русской литературы в Новом времени и других периодических изданиях. 
Умер 18 (30) сентября 1881 года.